# Nerothermen

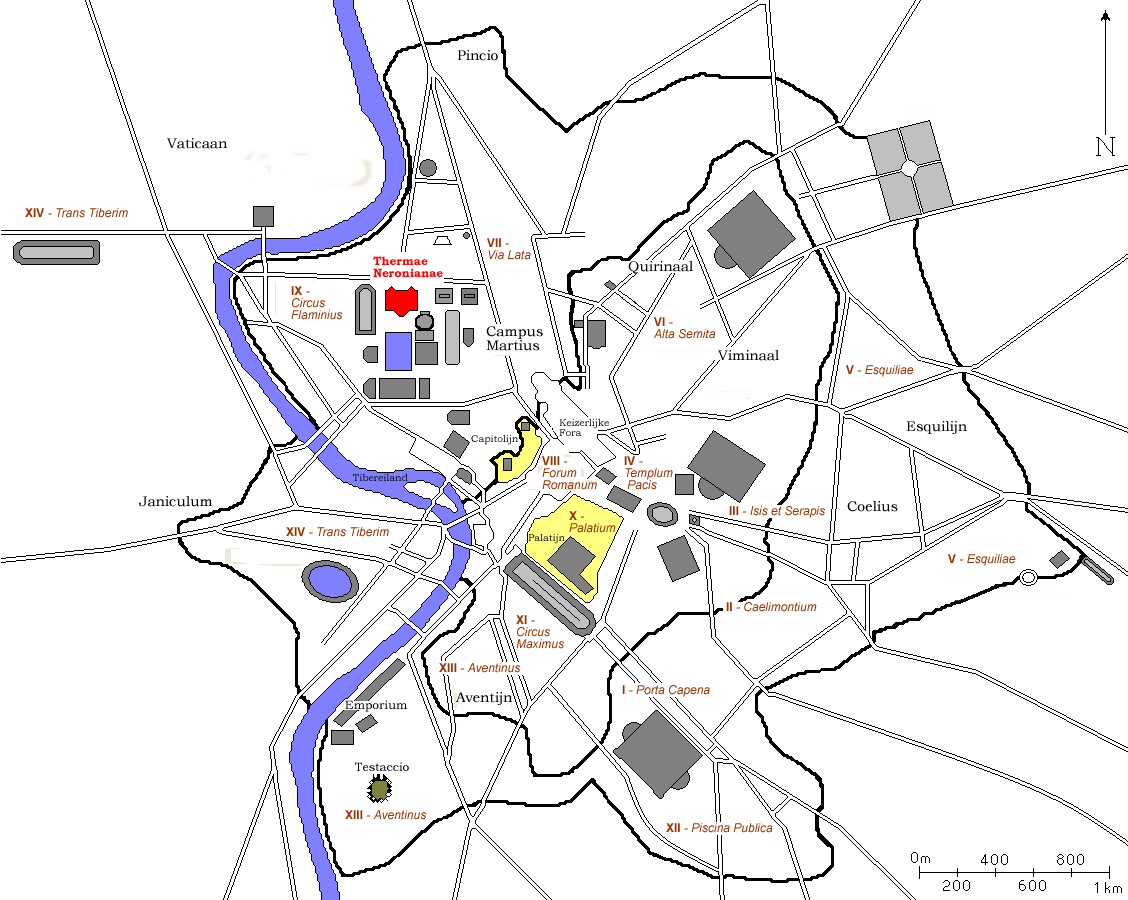
Lage der Nerothermen

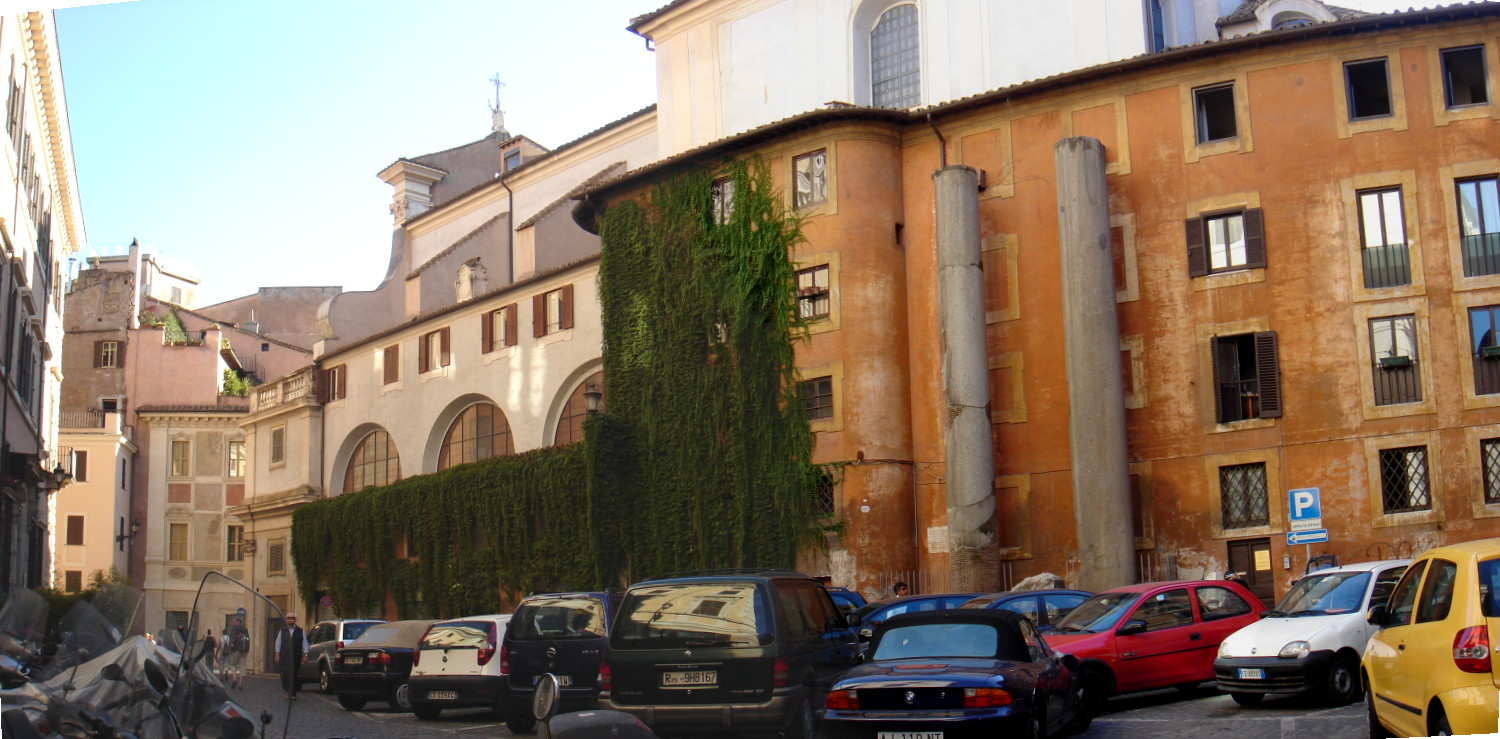
Zwei Säulen aus den Nerothermen neben der Kirche Sant’Eustachio

Die Nerothermen (lateinisch Thermae Neronianae) waren eine antike Thermenanlage in Rom und wurden von Kaiser Nero 62 n. Chr. auf dem Marsfeld im Norden der Agrippathermen errichtet. Die Anlage befand sich in der Nähe des Pantheon zwischen der heutigen Piazza della Rotonda im Osten, der Via della Dogana Veccia im Süden, dem Corso Rinascimento im Westen und der Via del Pozzo im Norden. Die Anlage hatte eine Abmessung von etwa 190 mal 120 Metern. 227 n. Chr. wurde die Anlage unter Severus Alexander renoviert, weshalb sie auch Thermae Alexandrinae genannt wurden. Falls der Grundriss hierbei beibehalten wurde, handelt es sich bei diesen Thermen um die erste bekannte Thermenanlage des Kaiserthermen-Typus. Diese Thermen wurden symmetrisch angelegt, mit einer Symmetrieachse, auf der die Hauptbaderäume lagen und beidseitig hiervon weitere Räume wie die Umkleiden oder Schwitzbäder.
Heute sind unter dem Palazzo Madama noch einige Überreste erhalten. Zwei Säulen aus den Thermen stehen neben der Kirche Sant’Eustachio und zwei weitere Säulen stützen heute die Vorhalle des Pantheon. Ein Brunnenbecken aus den Thermen steht heute in der Via degli Staderari.